# Szűts Dezső
Szűts Dezső (Nagyvárad, 1869. február 18. – Nagyvárad, 1926. október 7.) nagyváradi hírlapíró.

## Életútja, munkássága
A 20. század elején Nagyvárad aljegyzője volt, ebben az időben került Ady Endre és Biró Lajos vonzáskörébe és cserélte fel a közigazgatást az újságírással. Rövid ideig budapesti napilapok (Magyar Nemzet, Pesti Hírlap) munkatársa volt. A Nagyváradban megjelent írásai közül főként a helyismereti tárgyúak és az Adyra vonatkozóak (pl. A Duk-duk-affér. Tavasz, 1920. január) emlékezetesek: élethű freskókat rajzolt a város és környéke életéről, nevezetesebb intézményeinek és épületeinek szentelt kisesszéiből pedig kaleidoszkópszerűen összeáll a város múltja és jelene. Alakja minduntalan felbukkan a kortársaknak Adyról szóló visszaemlékezéseiben, Szederkényi Anna pedig az Amíg egy asszony eljut odáig című regényének egyik hősében, a remetében örökíti meg.